# 42-га мотострілецька дивізія (РФ)
42-га гвардійська мотострілецька Євпаторійська Червонопрапорна дивізія — військове з'єднання Сухопутних військ Росії чисельністю у дивізію. Підрозділи частини базуються у селищах Ханкала, Калиновська, Шалі й Борзой у Чечні. Дивізія перебуває у складі 58-й загальновійськовій армії Південного військового округу.

## Історія

### Російсько-українська війна
В кінці 2016 року, у період зниження інтенсивності російсько-української війни, в рамках процесу реорганізації бригад Південного військового округу, дивізія була створена на базі 8-ї, 17-ї й 18-ї мотострілецьких бригад. Всі бригади брали участь у боях 2014 року на Донбасі. Дивізія успадкувала нагороди 42-ї гвардійської навчальної мотострілецької дивізії СРСР.

### Вторгнення 2022 року
6 березня 2022 року Запорізька ОДА повідомила, що 70-й та 71-й мотострілецькі полки 42-ї мотострілецької дивізії взяли безпосередню участь в російському вторгненні в Україну. Докази їх участі були захоплені під час боїв поблизу м. Василівки на Запоріжжі.
26 жовтня колаборант Кирило Стремоусов повідомив про участь дивізії в боях поблизу селища Давидів Брід Херсонської області.

## Структура
- Штаб
- 70-й гвардійський мотострілецький полк
- 71-й гвардійський мотострілецький полк
- 78-й моторизований полк «Сєвєр-Ахмат»
- 291-й гвардійський мотострілецький полк
- 50 гвардійський самохідний артилерійський полк
- 245-й окремий зенітний ракетний дивізіон
- 417-й окремий розвідувальний батальйон
- 150-й окремий протитанковий артилерійський дивізіон
- 378-й окремий батальйон зв'язку
- 539-й окремий інженерно-саперний батальйон
- 474-й окремий батальйон матеріального забезпечення
- 106-й окремий медичний батальйон
- Окрема рота БЛА
- Окрема рота РЕБ
- Окрема рота РХБЗ

## Озброєння
Станом на 2019 рік:
- 80 Т-72,
- 539 ББМ (157 БТР-82А, 17 БТР-80, 294 МТ-ЛБ, 71 МТ-ЛБМБ),
- 36 БМО,
- 18 од. 9П149,
- 189 СА (50  2С12, 18 2С1, 36  2С3, 36 2С19, 49 БМ-21)